# Batalla de Kitombo
La batalla de Kitombo va ser un enfrontament militar entre les forces de l'estat de Soyo, anteriorment una província del regne del Congo, i la colònia portuguesa d'Angola.

## Situació anterior a la batalla
El 1665, el regne del Congo es va enfrontar amb els seus antics aliats els portuguesos a la batalla de Mbwila. L'enfrontament va suposar una victòria portuguesa que va acabar acabant en la mort del Mwenekongo António I i la major part de la noblesa del regne. Després, al Congo va esclatar una brutal guerra civil entre la casa de Kinlaza, que havia governat sota el rei mort i la Casa de Kimpanzu. Soyo, llar de molts partidaris de Kimpanzu, estava ansiós per aprofitar-se el caos. En pocs mesos després de la tragèdia nacional a Mbwila, el príncep de Soyo va envair la capital de São Salvador i va instal·lar el seu protegit, Afonso II al tron. Això va passar novament en 1669 amb la col·locació d'Álvaro IX en el tron. En aquest moment, tant l'autoritat portuguesa com la central del Congo estaven cansats de la intromissió de Soyo. Mentre que els Kinlaza i altres del Congo vivien per por d'una invasió de Soyo, el governador de Luanda tenia por al poder creixent de Soyo. Amb accés als comerciants neerlandesos disposats a vendre canons i armes més l'accés diplomàtic al Papa, Soyo estava en camí d'esdevenir tan poderós com el Congo havia estat abans de Mbwila. El rei Rafael I, expulsat per Soyo des de la seva capital, va fugir a Luanda, on va buscar ajuda portuguesa per restaurar-lo al tron. A canvi, prometia a Portugal diners, concessions minerals i el dret a construir una fortalesa a Soyo per evitar als holandesos.

## Preparació
El governador de Luanda, Francisco de Távora, va ordenar a una força de portuguesos augmentada per aliats indígenes, com els temuts imbangala a Soyo per aixafar el regne d'una vegada per totes. Era liderat per João Soares de Almeida, amb una força d'uns 400 mosqueters portuguesos.

### Exèrcit colonial de Luanda
Aquesta força colonial va ser la més poderosa que s'havia organitzat a l'Àfrica Central fins aleshores. Incloïa 400 mosqueters, un estrany destacament de cavalleria, 4 canons lleugers, un nombre desconegut d'arquers de lleva, auxiliars imbangala i fins i tot alguns vaixells navals.

### Exèrcit de Soyo i Ngoyo
El llavors príncep de Soyo, Paulo da Silva, va prendre nota de la imminent invasió i en va preparar el seu exèrcit per aturar-la. En un sorprenent espectacle d'unitat bakongo post-Mbwila, Soyo va demanar assistència al regne de Ngoyo. Ngoyo havia estat subordinada al rei del Congo, almenys, nominalment, però havia crescut més i més lluny de l'estat durant el segle xvii. Ngoyo, que presumia d'una gran flota d'embarcacions poc profundes, va enviar molts soldats al seu veí del sud en previsió de l'atac.

## Batalla
Hi ha pocs detalls sobre com es va executar la batalla més enllà que es desenvolupà prop del poble de Kitombo. Es va dividir en dues fases, sent la primera la batalla del riu Mbidizi, un breu però sagnant enfrontament al nord del riu Mbidizi al juny i el darrer lloc a la zona boscosa anomenada Nfinda Ngula a l'octubre.

### Nfinda Ngula
El següent enfrontament, pel qual la batalla és més famosa, es va produir tres mesos més tard a l'octubre. Durant l'interval, ambdues forces van poder netejar les seves ferides. L'exèrcit de Soyo va utilitzar aquesta ocasió per tornar a equipar-se amb més armes dels seus aliats holandesos. Les forces de bakongo es van reagrupar a Nfinda Ngula, una àrea densament boscosa que havia servit a Soyo bé en les seves batalles contra el Congo durant les invasions de Garcia II. L'àrea havia demostrat ser inexpugnable fins i tot per l'artilleria i va permetre que l'exèrcit de Soyo s'agrupés al voltant del príncep i les seves peces d'artilleria lleugera. Utilitzant les peces lleugeres holandeses en bon estat, els bakongo va atacar i expulsar els portuguesos. L'exèrcit colonial va ser destruït completament. Els portuguesos que no van morir en la batalla es van ofegar quan fugien pel riu o van ser capturats. La llegenda diu que els captius foren oferts als neerlandesos com a esclaus blancs. El seu comandant també va morir en la batalla. El nombre de víctimes entre les forces de Soyo són desconegudes excepte el príncep de Soyo que va morir durant la batalla.

## Conseqüències i pau
La batalla a Kitombo va ser una derrota humiliant per als portuguesos i una bona ajuda per a l'estat de Soyo. L'Angola portuguesa es va mantenir hostil a Soyo i Congo en el seu conjunt, però no es va atrevir a atacar-los. Soyo i la casa de Kimpanzu es va fer políticament encara més poderosos a la regió, però mai va aconseguir la riquesa del Congo abans de Mbwil, com els portuguesos havien temut. El següent príncep de Soyo va utilitzar els contactes holandesos de l'estat, específicament a través dels missioners caputxins, per aconseguir que el Papa intercedís en nom seu. A instàncies de Soyo, el papa va nomenar un nunci papal del rei de Portugal que reconeixia la independència de Soyo i que la corona no faria més intents de sobirania.